# أندريه بيسونت
أندريه بيسونت هو سياسي كندي، ولد في 25 يونيو 1945 في سان جان سور ريشليو في كندا. نشط حزبياً في الحزب الكندي التقدمي المحافظ. وقد انتخب عضو مجلس العموم الكندي.